# Charles Gross (compositeur)
Pour les articles homonymes, voir Charles Gross.
Charles Gross est un compositeur américain de musiques de films, né le 13 mai 1934 à Boston, dans le Massachusetts (États-Unis).

## Filmographie
- 1963 : Robert Frost: A Lover's Quarrel With the World
- 1965 : Across the River
- 1969 : Teacher, Teacher (TV)
- 1970 : The Ceremony of Innocence (TV)
- 1971 : Valdez (en)  (Valdez Is Coming) d'Edwin Sherin (en)
- 1971 : My Old Man's Place
- 1973 : La Dernière enquête (Brock's Last Case) (TV)
- 1973 : Mr. Inside/Mr. Outside (TV)
- 1974 : King Lear (TV)
- 1974 : Nicky's World (TV)
- 1975 : Have a Nice Weekend
- 1976 : Le Rayon bleu (Blue Sunshine)
- 1978 : Siege (TV)
- 1978 : On the Yard
- 1979 : No Other Love (TV)
- 1979 : You Can't Go Home Again (TV)
- 1979 : Heartland
- 1980 : Nurse (TV)
- 1980 : Rumeurs de guerre (en) (A Rumor of War) (TV)
- 1980 : A Private Battle (TV)
- 1981 : When the Circus Came to Town (TV)
- 1982 : Prime Suspect (TV)
- 1982 : My Body, My Child (TV)
- 1982 : Something So Right (TV)
- 1983 : Sessions (TV)
- 1983 : China Rose (TV)
- 1983 : La Course vers le pôle (Cook & Peary: The Race to the Pole) (TV)
- 1984 : Terrible Joe Moran (TV)
- 1984 : Hosszú vágta
- 1984 : Les Moissons de la colère (Country)
- 1984 : Autopsie d'un crime (The Burning Bed) (TV)
- 1984 : Nairobi Affair (TV)
- 1984 : The Night They Saved Christmas (TV)
- 1985 : L'Épée du sorcier (Arthur the King) (TV)
- 1985 : Sweet Dreams
- 1986 : Les Choix de vie (Choices) (TV)
- 1986 : Mal à l'âme (Between Two Women) (TV)
- 1986 : Barnum (TV)
- 1986 : Vengeance, l'histoire de Tony Cimo (Vengeance: The Story of Tony Cimo) (TV)
- 1986 : The Murders in the Rue Morgue (TV)
- 1987 : At Mother's Request (TV)
- 1987 : Les Ordres de la loi (Broken Vows) (TV)
- 1987 : L'Affaire du golfe du Tonkin (In Love and War) (TV)
- 1988 : Apprentice to Murder
- 1988 : Side by Side (TV)
- 1988 : Open Admissions (TV)
- 1988 : Leap of Faith (TV)
- 1988 : Le Mot de la fin (Punchline)
- 1989 : Séduction rapprochée (Third Degree Burn) (TV)
- 1989 : Turner et Hooch (Turner & Hooch)
- 1989 : Sans foyer sans abri (No Place Like Home) (TV)
- 1990 : Air America
- 1991 : Eyes of a Witness (TV)
- 1991 : Another You
- 1991 : Lethal Innocence (TV)
- 1992 : In the Shadow of a Killer (TV)
- 1993 : Passport to Murder (TV)
- 1994 : Good King Wenceslas (TV)
- 1995 : Lucifer's Child (TV)
- 1995 : Menaces dans la nuit (Awake to Danger) (TV)
- 1996 : La Couleur du destin (A Family Thing)
- 1997 : Fakin' Da Funk

## Distinctions
- Daytime Emmy Award en 1979 de la meilleure bande originale d'un programme pour enfants pour NBC Special Treat.
- Prix ASCAP en 1990 pour Turner et Hooch.